# Aage Høy-Petersen
Aage Høy-Petersen (4 de novembro de 1898 — 29 de dezembro de 1967) foi um velejador dinamarquês, medalhista olímpico. Ele competiu nos Jogos Olímpicos de Verão de 1928 na classe 6 Metre e conquistou a medalha de prata na disputa a bordo do Hi-Hi com Vilhelm Vett, Niels Otto Møller e Peter Schlütter. Em 1924, ele competiu na classe Monotype, mas não avançou para a final.